# دانشگاه گاچون
دانشگاه گاچون (کره‌ای: 가천대학교) یک دانشگاه خصوصی در کره جنوبی است. ساختار کنونی این دانشگاه حاصل ادغام چهار دانشگاه پیشین است. در سال ۲۰۰۷، دانشگاه علوم پزشکی گاچون با کالج گاچون‌گیل ادغام شد و همچنین دانشگاه کیونگ‌وون با کالج کیونگ‌وون نیز در همان سال ادغام شدند. در نهایت، دانشگاه علوم پزشکی گاچون با دانشگاه کیونگ‌وون در سال ۲۰۱۲ ادغام شد.
دانشگاه گاچون دارای سه پردیس برای مقطع کارشناسی است: پردیس جهانی که پردیس اصلی دانشگاه در سونگنام قرار دارد و دو پردیس فرعی در جزیره گانگ‌هوا و یون‌سو دونگ. همچنین دانشکده پزشکی این دانشگاه در گووُل دونگ، نام‌دونگ گو، اینچئون واقع شده است. دانشگاه گاچون با دانشگاه هاوایی پسیفیک قرارداد همکاری راهبردی امضا کرده است تا دانشجویان بتوانند در قالب برنامه‌های تبادل، در خارج از کشور ادامه تحصیل دهند.